# ヴィーチェスラフ・ネズヴァル
ヴィーチェスラフ・ネズヴァル(Vítězslav Nezval チェコ語: [ˈviːcɛslaf ˈnɛzval]; 1900年5月26日 – 1958年4月6日)は、チェコスロバキアの詩人、作家、翻訳家。

## 生い立ち
ネズヴァルはオーストリア＝ハンガリー帝国の南モラヴィアにあるビスクープキー村で誕生した。父は南モラヴィアのビスクープキーの学校教師であったが、美術展を鑑賞しに行くためよく出かけたりし、また作曲家レオシュ・ヤナーチェクに師事したこともある音楽家でもあった。11歳のころ、ネズヴァルはトシェビーチにあるギムナジウムに入学して、ピアノおよび作曲を習った。音楽に興味を持っていた10代の頃に作曲を手掛け始めた。星を研究しながらアコーディオンを弾いていたという。1918年、オーストリア軍に徴兵されるが、体調を崩してすぐに本国へ帰国した。第一次世界大戦後、ネズヴァルはプラハに移り住み、カレル大学で哲学を学び始めたが、論文を書き上げられずに学位は得られなかった。この間、プラハのカフェや街角で盛んに行われていた文学的喧騒に魅了される。

## 文学活動
ヴィーチェスラフ・ネズヴァルは前衛芸術家集団デヴィエチルのメンバーであった。デヴィエチルのメンバーはその世代で最も多作なチェコの芸術家たちがいた。
1922年当時、デヴィエチル・グループにはヴィーチェスラフ・ネズヴァル、インジフ・シュティルスキー、ヤロスラフ・サイフェルト、カレル・タイゲ、
トワイヤンらがいたが、それだけにとどまらなかった。また、このグループにはのちにプラハ学派の創設者となるローマン・ヤコブソンも参加していた。デヴィエチルは、それ以前のプロレタリアグループと同様に、フランスから前衛的文学のインスピレーションを求め、それからデヴィエチルのマルクス主義的政治思想はロシアに由来している。
第一次世界大戦後、チェコスロバキア国家は新しく独立したが、若い世代はまだなにか改善の余地を求めており、真の解放を得るためには急進的な解決策が必要だと感じていた。こうした知識人の多くは革命への熱意を持ち、レーニンに忠誠を誓っていた。ヴィーチェスラフ・ネズヴァルやデヴィエチル・グループの関係者たちは、
哲学者であり大統領のトマーシュ・マサリク率いる政権が彼らの信念や目標を代表するものであるとは認めなかった。彼らは著作の中で階級的連帯に基づく国際主義的マルクス主義を支持することを表明した。
デヴィエチルが発表した最初のマニフェストの中で、若手進歩的芸術家たちにたいして高い詩的な質を求めるため普通の事物であっても深く観察するように促した。

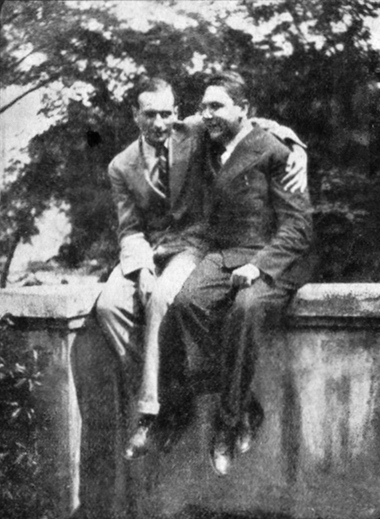
フランスの詩人フィリップ・スーポーとネズヴァル (1928年)

またネズヴァルは、主にカレル・タイゲが理論化したデヴィエチルの方向性でもあった「ポエティズム」の創始者でもある。ヴィーチェスラフ・ネズヴァルは詩集、実験劇、小説、回想録、エッセイ、翻訳など、数多くの作品を発表している。
ネズヴァルはカレル・タイゲ、インジフ・シュティルスキー、トワイヤンらとともにフランスのパリに頻繁に通い、フランスのシュルレアリスムと交流した。アンドレ・ブルトンやポール・エリュアールとの親交は1934年にチェコスロバキアのシュルレアリスムグループを結成する上で大きな力となった。チェコスロバキアのシュルレアリスムグループはフランス国外では最初のシュルレアリスムグループのひとつであり、ネズヴァルは機関誌『シュルレアリスムス』の編集長を務めている。
ネズヴァルの著書『Abeceda』(アルファベット)では、デヴィエチルのダンサーであるミルチャ・マイェロヴァが特定の各アルファベット文字を表すポーズをとって、ネズヴァルと共同で制作した。ネズヴァルはアルファベットの形、発音、機能に注目してこの詩を書いた。カレル・タイゲはタイポグラフィとフォトモンタージュを駆使して、その動きを印象づけるイメージを作り上げて、現在でも多くの版を重ねて印刷されている。
ネズヴァルの詩「Sbohem a šáteček」(別れの挨拶、1934年)は、1937年にチェコの作曲家ヴィーチェスラヴァ・カプラーロヴァーによって音楽化され、1940年にラファエル・クーベリックによりオーケストラ版として初演された。

## 後半生
ドイツによるチェコスロバキア占領後、地下に潜って反ファシズムレジスタンス運動に参加し、1944年に収監された。

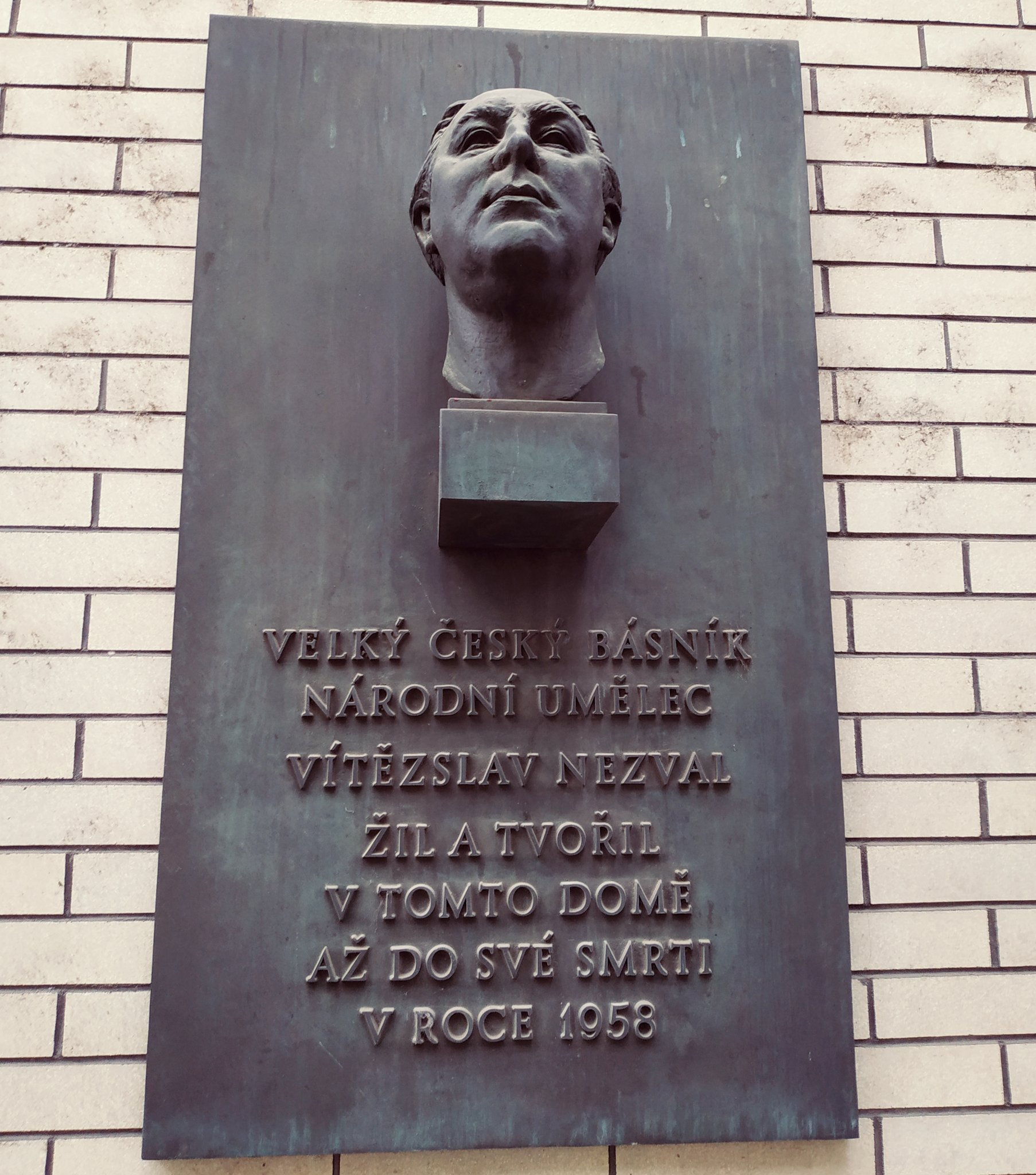
1958年に死去した家にある記念碑

チェコスロバキア解放後、ネズヴァルの作品に対して数多くの評価を得て賞を授与された。詩人としての理想に忠実でありながら、社会主義的なリアリズムを融合させようとした。 政治活動にも積極的に参加し、情報省の映画部門の責任者となった。
1950年代に入ってから、ネズヴァルの健康状態は悪化し始めた。1958年4月6日に急性肺炎とその後の心不全のためプラハで死去した。ルドルフィヌムで最初の追悼式が行われ、4月10日に国葬が行われた。プラハのヴィシェフラド民族墓地に埋葬された。遺品は国立文学記念館に収蔵された。